# بوستان بانوان
بوستان بانوان به بوستان‌هایی گفته می‌شود که فقط برای بانوان است. در این نوع بوستان ها از ورود مردان (پسر، برادر، نامزد، شوهر، پدر و...) جلوگیری می‌شود.

## تاریخچه
اولین پارک بانوان در ایالات متحده در پی درخواست یک زوج از شهرداری در هلنا (مونتانا) ساخته شد ولی در ایران، پارک بانوان بروجرد، اولین پارک ویژه زنان بوده‌است.
زوجی به نام چیمز و مری هیل در سال ۱۹۱۳ زمینی را در شهر هلنا برای ایجاد پارک به شهرداری اهدا کردند، این پارک را می‌توان اولین پارک بانوان جهان نامید.
سابقه ساخت پارک بانوان در ایران به اوایل دهه ۸۰ خورشیدی بر می‌گردد. ادعا می‌شود در ایران، بروجردی‌ها نخستین کسانی بودند که دریافتند شهر و بیشتر امکانات آن مردانه است و در میان شهرشان جای یک خلوت زنانه کم است، از این رو اقدام به تأسیس یک پارک بانوان نمودند. نخستین بوستان بانوان تهران در سال ۱۳۸۷ در خیابان بو علی، بزرگراه آزادگان افتتاح شد و به‌طور کامل استتار شده‌است به گونه ای که بانوان به راحتی می‌توانند راحت و آزاد در پارک تردد کنند.
پارک بانوان بروجرد در سال ۱۳۹۴ مبلغی بالغ بر ۶۰ میلیون تومان به منظور تجهیز این مجموعه تفریحی صرف شد.

## در ایران
اختصاص حداقل یک بوستان به زنان در هر استان از پیشنهاد جدی دفتر امور زنان وزارت کشور در دوران ریاست جمهوری سید محمد خاتمی بود که با صدور مجوز اختصاص بخشی از بودجه عمرانی استان‌ها به این امر، مقدمات آن فراهم آمد و متناسب نیاز استان و پیگیری‌های صورت گرفته توسط دفاتر امور زنان آن، اقداماتی صورت گرفت. 
پارک‌های بانوان با رویکرد تفکیک جنسیتی از جمله راهکارهای پیشنهادی جهت حضور و بهره‌مندی بیشتر بانوان با توجه به نیازهای فیزیولوژیک و رفع محدودیت‌های بهره‌مندی آنان از فضای سبز شهری مشترک است که در دهه اخیر در بسیاری از کلان‌شهرها و شهرهای ایران ایجاد و مورد بهره‌برداری قرار گرفته‌است.
معصومه ابتکار معاون رئیس‌جمهور در امور زنان و خانواده گفت: توسعه پارک‌های بانوان یک ضرورت ملی است.
نتایج بسیاری از تحقیقات میدانی که در زمینه رضایت زنان از پارک‌های بانوان انجام شده‌است، نشان می‌دهد بسیاری از زنان استفاده‌کننده از پارک‌های بانوان، از اینکه می‌توانند در فضایی بدون به‌زعم آنها «مزاحمت مردان»، ورزش کنند، استراحت کنند و ملزم به حفظ پوشش عمومی زنان ایرانی در جامعه نباشند، راضی به نظر می‌رسند.

### تهران
پارک بانوان در تهران مجموعه فضاهای تفریحی و ورزشی مخصوص خانم‌هاست و ایده اولیه دفتر امور زنان ریاست جمهوری و مطرح شد، همچنین نخستین واکنش به چنین ایده‌ای نیز همان اوائل دهه هشتاد عنوان شد. در عین حال گزارش‌هایی از ایجاد بوستان ویژه ورزش بانوان در اوائل دهه هفتاد خورشیدی خبر می‌دهد.
از نیمه دهه هشتاد خورشیدی
تا اواخر دهه نود خورشیدی پنج پارک مخصوص خانم‌ها در تهران تأسیس شده‌است. نخستین بوستان برای زن‌ها سال ۱۳۸۷ افتتاح شد.تا پایان سال ۱۳۹۹ پنج بوستان اختصاصی زن‌ها به نام‌های بهشت مادران، پردیس بانوان، بوستان نرگس، مجموعه شهربانو (در پارک ولایت)، بوستان ریحانه (در پارک چیتگر) فعالیت دارند اجرای این طرح با موافقتو مخالفت‌های متعددی همراه بوده‌است. نرگس معدنی پور مدیرکل امور بانوان شهرداری تهران در خصوص احداث بوستان‌های بانوان در سطح شهر تهران اظهار کرد: «احداث بوستان‌های بانوان نیاز به شاخص‌های ویژه ای از قبیل، وسعت و موقعیت جغرافیایی دارد که در این راستا شهرداری تهران راه‌اندازی پنج بوستان بانوان را در پنج پهنه شهردر دستور کار قرار داده‌است.»
در بهشت مادران زمین‌های ورزشی سرپوشیده و سرباز، سالن همایش‌های مذهبی، پیست دوچرخه‌سواری، آمفی‌تئاتر، محل بازی و استخر کودکان، مسیر پیاده‌روی، دریاچه و بازارچه‌های خود اشتغالی، رستوران و کافی‌شاپ وجود دارد. دورتادور بوستان بهشت مادران احاطه شده تا بانوان به راحتی بتوانند در این بوستان بدون حجاب رایج در جامعه فعالیت کنند. استفاده از دوربین و تلفن همراه در پارک بانوان ممنوع است.
| نام پارک                       | مساحت (تقریبی)    | سال افتتاح  | حجاب اجباری |
| ------------------------------ | ----------------- | ----------- | ----------- |
| بهشت مادران                    | بیست هکتار        | ۱۳۸۷        | ندارد       |
| پردیس بانوان                   | بیست و هفت هکتار  | ۱۳۸۸        | ندارد       |
| بوستان نرگس                    | بیست و چهار هکتار | ۱۳۹۰        | ندارد       |
| مجموعه شهربانو (در پارک ولایت) | شش هکتار          | ۱۳۹۰        | ندارد       |
| بوستان ریحانه (در پارک چیتگر)  | بیست و دو هکتار   | در دست ساخت | مشخص نیست   |

## در پاکستان
در سال ۲۰۱۲ در لاهور پاکستان یک پارک بانوان به نام فاطمه جناح (خواهر بنیانگذار پاکستان) افتتاح شد که بلندای دیوارهای آن ۷ فوت است. مسئولان شهر وعده داده‌اند ۱۰ پارک بانوان دیگر نیز در این شهر ایجاد کنند. در نزدیکی سد تربیلا در ناحیه سوابی یک پارک بانوان با دیوارهای محافظت کننده و سایر امکانات ساخته شده‌است و برای آن امکانات امنیتی سختی قرار داده شده‌است.

## در عربستان
در سال ۲۰۱۸ نخستین پارک ترامپولین بانوان توسط شرکت Bounce در پایتخت عربستان ساخته شد. این مجموعه شامل ۸۰ ترامپولین متصل شده‌است.

## حجاب بانوان
در بهشت بانوان تهران زنان می‌توانند بدون حجاب به ورزش و تفریح بپردازند.